# Đỗ Chu
Đỗ Chu (* 5. Februar 1944 in Quảng Minh, Provinz Bắc Giang) ist ein vietnamesischer Schriftsteller.

## Leben
Đỗ Chu wurde im Norden Vietnams geboren. Er war als Schriftsteller in der Vietnamesischen Volksarmee tätig und verfasste vor allem Erzählungen.

## Werke (Auswahl)
- Phu sa, Erzählungen, 1967
- Vom troi quen Thuoc, Notizen, 1968
- Dieu ky dieu, Erzählungen für Kinder, 1970
- Gio qua thung lung, Erzählungen, 1971
- Purpurwolken, Kurzgeschichte, aus dem Französischen übersetzt von Wolfgang Günther